# Ulrich Ruh
Ulrich Ruh (* 2. Oktober 1950 in Elzach) ist ein deutscher Katholischer Theologe und Publizist.

## Leben
Ruh studierte Katholische Theologie und Germanistik an der Albert-Ludwigs-Universität Freiburg und der Eberhard Karls Universität Tübingen. Von 1974 bis 1979 war er Wissenschaftlicher Mitarbeiter am Lehrstuhl für Dogmatik und Ökumenische Theologie (Professur Karl Lehmann) der Theologischen Fakultät und wurde 1979 mit der Arbeit „Säkularisierung als Interpretationskategorie. Zur Bedeutung des christlichen Erbes in der modernen Geistesgeschichte“ zum Dr. theol. promoviert.
1979 wurde er Redakteur bei der Herder Korrespondenz. 1991 übernahm er als Nachfolger von David Seeber die Chefredaktion. Im Oktober 2014 legte er sein Amt als Chefredakteur nieder und verließ die Herder Korrespondenz.
2005 bekam Ruh das Bundesverdienstkreuz von der damaligen baden-württembergischen Ministerin für Kultus, Jugend und Sport Annette Schavan als „Würdigung für seine Verdienste in Kirche und Gesellschaft“ verliehen. Seit 2015 ist Ruh Honorarprofessor an der Theologischen Fakultät der Albert-Ludwigs-Universität Freiburg und Ehrendoktor der Universität Erfurt.
Ruh ist seit über 50 Jahren Organist in der Pfarrei St. Nikolaus Elzach und langjähriger Leiter des dortigen Katholischen Bildungswerks. Außerdem war er maßgeblich an der Gründung der Elzacher KJG beteiligt. Er ist Mitglied der CDU. Ruh ist seit 1990 Beisitzer in der Vorstandschaft des Musikvereins Prechtal e.V. und wurde 2016 aufgrund seiner langjährigen Mitwirkung zum Ehrenmitglied des Vereins ernannt.

## Schriften (Auswahl)
- Säkularisierung als Interpretationskategorie. Zur Bedeutung des christlichen Erbes in der modernen Geistesgeschichte. Herder, Freiburg im Breisgau 1980, ISBN 3-451-18947-X.
- hrsg.: Handwörterbuch religiöser Gegenwartsfragen. Herder, Freiburg im Breisgau 1986, ISBN 3-451-20628-5.
- Religion und Kirche in der Bundesrepublik Deutschland. Iudicium-Verlag, München 1990, ISBN 3-89129-026-8.
- Der Weltkatechismus. Anspruch und Grenzen. Herder, Freiburg im Breisgau 1993, ISBN 3-451-23261-8.
- hrsg.: Johannes Paul II. Gewissen der Welt. Herder, Freiburg im Breisgau 2002, ISBN 3-451-05334-9.
- hrsg.: Das Jesusbuch des Papstes. Die Debatte. Herder, Freiburg im Breisgau 2008, ISBN 978-3-451-05938-4.
- hrsg. mit Myriam Wijlens: Zerreißprobe Ehe. Das Ringen der Katholischen Kirche um die Familie. Herder, Freiburg im Breisgau 2015, ISBN 978-3-451-34254-7.
- Edward Schillebeeckx. Leben und Denken. Herder, Freiburg im Breisgau 2019, ISBN 978-3-451-37815-7